# Raoul Ier de Tosny
Raoul de Tosny, mort en 1024 ou 1025, est le premier membre de la famille de Tosny, un lignage aristocratique du duché de Normandie.

## Biographie
Fils d'un noble probablement français Hugues de Calvacamp, il est surtout le frère de l'archevêque de Rouen et ancien moine de Saint-Denis, Hugues. Ce dernier l'aurait établi à Tosny, sur un domaine distrait du patrimoine de la cathédrale de Rouen. Il est plus incertain que le même lui aurait donné le domaine de Conches. Lucien Musset émet l'hypothèse qu'Hugues lui donne Conches avant 989.
Raoul a dès lors une assise territoriale pour commencer une carrière dans le duché de Normandie. En 991, il apparaît pour la première fois dans un acte ducal : un traité entre le duc Richard Ier et le roi anglo-saxon Æthelred II.
Vers 1013, le nouveau duc Richard II élève à la frontière le château de Tillières dont il confie la garde à Néel Ier de Saint-Sauveur, Raoul Ier de Tosny et son fils Roger. Quelques années plus tard (en 1017 ?), il tombe en disgrâce. Avec quatre compagnons, il part alors en pèlerinage à Rome. De là, il descend en Italie du sud pour combattre les Byzantins (pour le compte des Lombards ?). Quelques dizaines d'années plus tard, ce seront les membres de la famille de Hauteville qui s'illustreront dans ces contrées méridionales.
De nouveau en grâce auprès du duc Richard II, il retourne en Normandie et meurt peu après. Son fils Roger lui succède.